# Mesotardigrada
Mesotardigrada is een mogelijk bestaande klasse van beerdiertjes. Van deze klasse is slechts één soort beschreven: Thermozodium esakii. Het zijn kleine gesegmenteerde diertjes. Naar verluidt is deze soort in 1937 door Gilbert Rahm ontdekt in een hete bron bij Nagasaki in Japan, maar is de soort na een aardbeving uitgestorven doordat hun biotoop werd verwoest. Het type van deze soort ontbreekt of is zoekgeraakt, wat het bestaan van deze klasse dubieus maakt.

## Kenmerken
Het dier heeft zes klauwen van gelijke lengte aan elke voet.